# Lijst van voetbalinterlands Amerikaans-Samoa - Samoa (vrouwen)
Deze lijst van voetbalinterlands is een overzicht van alle officiële voetbalinterlands tussen de nationale vrouwenteams van Amerikaans-Samoa en Samoa. De landen hebben tot nu toe één keer tegen elkaar gespeeld.

## Wedstrijden
| № | Plaats | Datum        | Competitie        | Wedstrijd                | Uitslag |
| - | ------ | ------------ | ----------------- | ------------------------ | ------- |
| 1 | Apia   | 10 juli 2019 | Vriendschappelijk | Amerikaans-Samoa − Samoa | 0 − 0   |

## Samenvatting
| Competitie        | Totaal gespeeld | Winst Amerikaans-Samoa | Gelijk | Winst Samoa | Doelsaldo Amerikaans-Samoa – Samoa |
| ----------------- | --------------- | ---------------------- | ------ | ----------- | ---------------------------------- |
| Vriendschappelijk | 1               | 0                      | 1      | 0           | 0 − 0                              |
| Totaal            | 1               | 0                      | 1      | 0           | 0 − 0                              |